# Tetramicra bulbosa
Tetramicra bulbosa är en orkidéart som beskrevs av Rudolf Mansfeld. Tetramicra bulbosa ingår i släktet Tetramicra och familjen orkidéer. Inga underarter finns listade i Catalogue of Life.